# Skechers

Logo

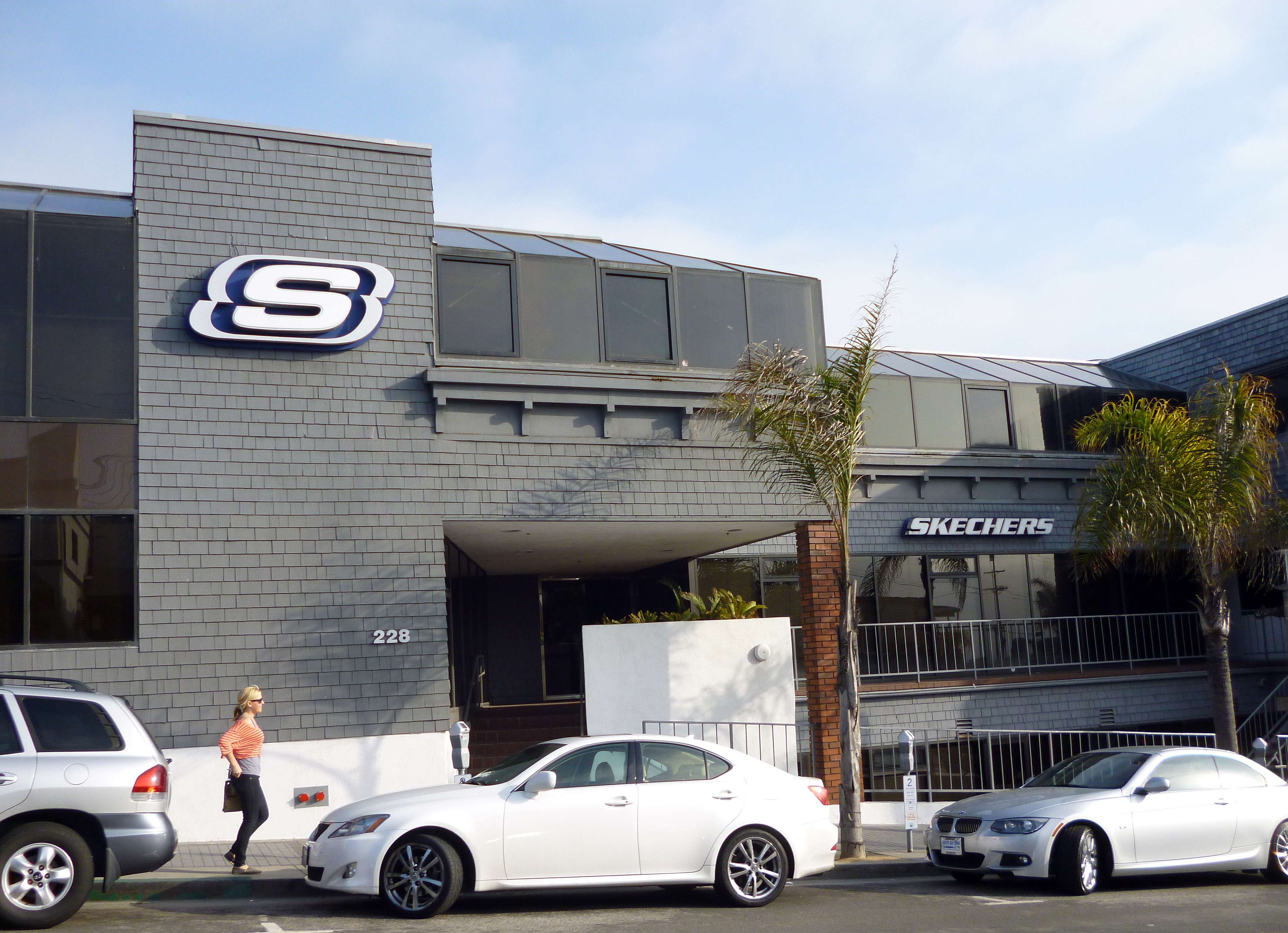
Unternehmenssitz in Manhattan Beach, Kalifornien, 2012

Skechers ist einer der weltweit größten Produzenten von Schuhen.
Das Unternehmen wurde im Jahr 1992 vom US-Amerikaner Robert Greenberg gegründet. Sitz des Unternehmens ist Manhattan Beach, Los Angeles County, im US-Bundesstaat Kalifornien.
Im Jahr 2024 betrug der Umsatz etwa neun Milliarden US-Dollar. Die Zahl der Mitarbeiter beträgt etwa 11.700 (Stand: 2022).
Skechers entwirft, entwickelt und vermarktet eine Reihe von Lifestyle- und Performance-Schuhen, Bekleidung und Accessoires für Erwachsene und Kinder.
Im August 2023 kündigte Skechers einen Einstieg in den Fußballsport an, mit einem neuen Schuh, dem SKX 01 Modell, getragen und beworben vom englischen Fußballnationalspieler und Torschützenkönig Harry Kane.
Nachdem sich 3G Capital rund 60 % der Anteile gesichert hatte, legte der Finanzinvestor im Mai 2025 ein Angebot zur Übernahme von Skechers für 9,4 Milliarden US-Dollar vor. Nach erfolgter Transaktion soll die Skechers-Aktie von der Börse genommen werden.